# 제4회 이주민 영화제
제4회 이주민 영화제는 2009년 7월 17일에 열린 시상식이다.

## 수상 및 후보

### 나비의 노래
- 메이드 인 L.A. - 알무데나 카라세도
- 허수아비들의 땅 - 노경태

### 그림자 인간:장편
- 로니를 찾아서 - 심상국
- 반두비 - 신동일

### 그림자 인간:단편
- 행복한 아침 햇살 - 이파 이스판샤
- 기차를 세워주세요 - 한지혜
- 고치려고 한다 - 마즈 일완 빈 아자니
- 흐름 - XU Xiaoxiao
- 문디 - 정해심
- 에어리언 블루스 - 김태엽
- 사면 - 왕량휘에
- 헬로 - 김주환
- 나타샤 - 김주리
- 리터니 - 마붑 알엄
- 인도에서 온 말리 - 장재현

### 새로운 세상을 그리는 아이들
- 조조 - 요제프 파레스

### 이주의 시선
- COPET소매치기 - 가톡
- 달콤한 한국, 쌉쌀한 한국의 공장 - 로렐라이 외1명
- 해외 필리핀 노동자의 마음 - 에듀아르도 살리나스
- 위 메이크 코리아! - 때인